# بکستر اسپرینگز (کانزاس)
بکستر اسپرینگز (به انگلیسی: Baxter Springs) شهری در ایالت کانزاس کشور ایالات متحده آمریکا است که جمعیت آن در سرشماری سال ۲۰۱۰ میلادی، ۴٬۲۳۸ نفر بوده‌است.

## نگارخانه

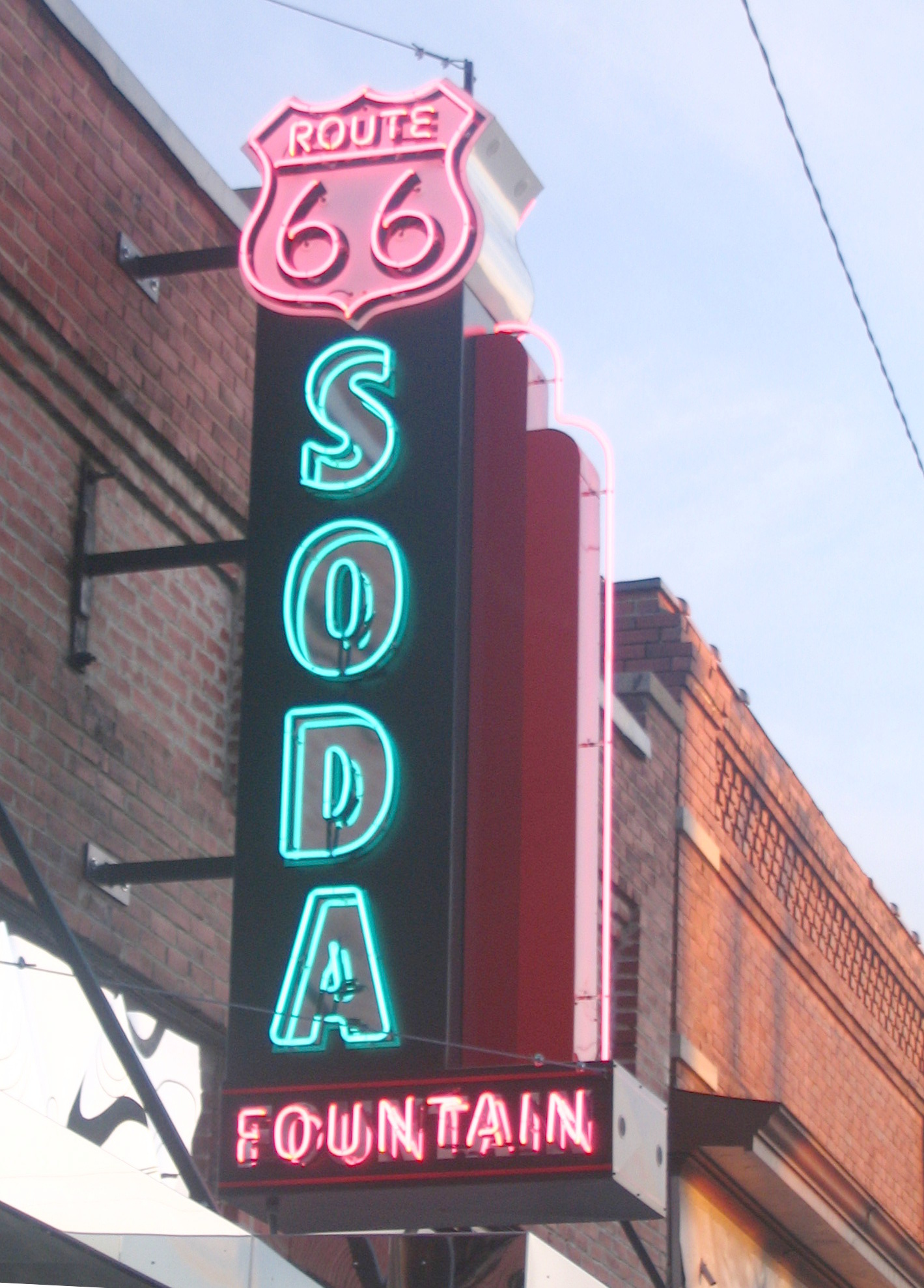
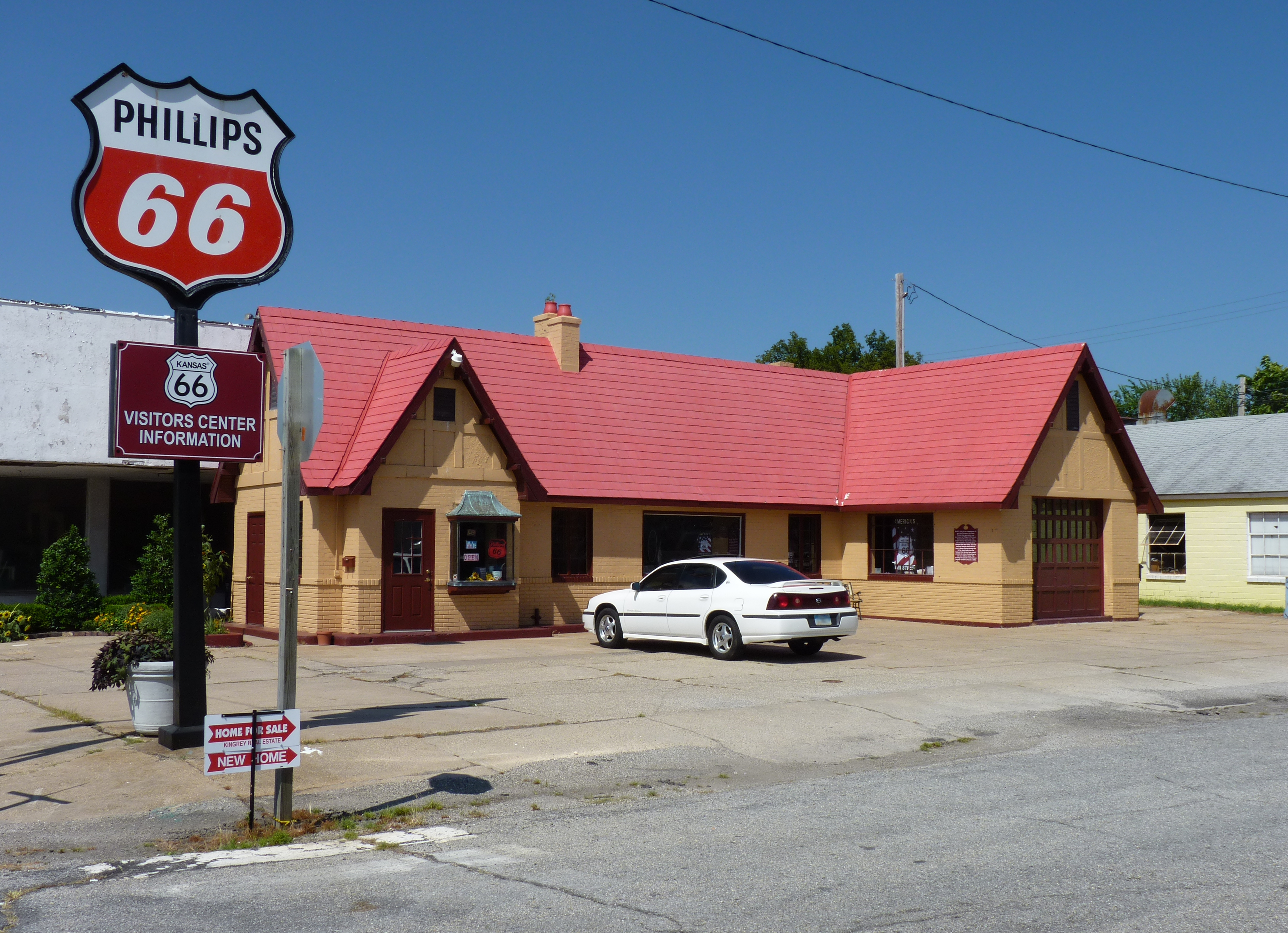
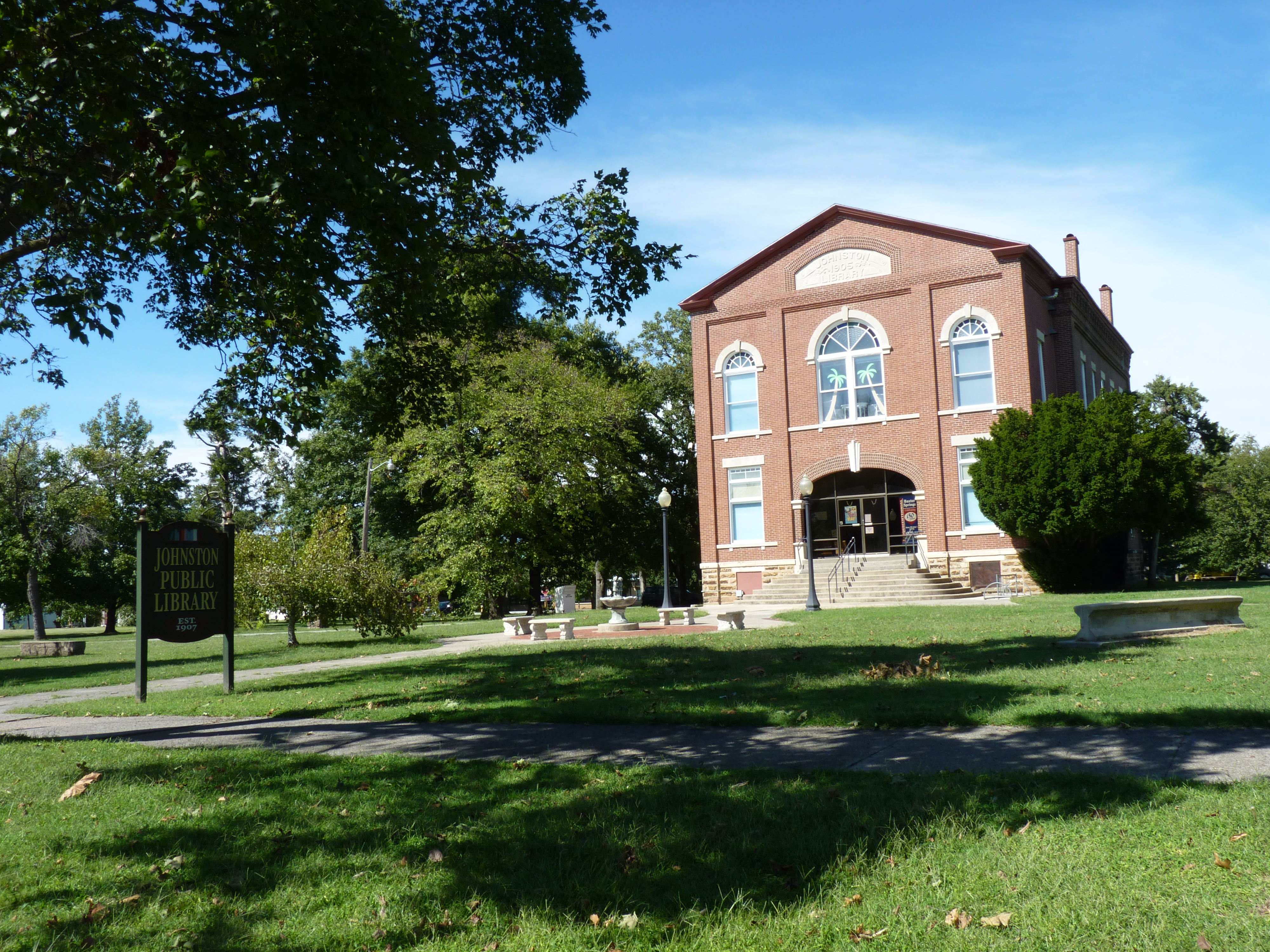